# Bruno Boche
Bruno "Benno" Boche  (Berlin, 28. svibnja 1897. — 1. travnja 1972.) je bivši njemački hokejaš na travi. 
Osvojio je brončano odličje na hokejaškom turniru na Olimpijskim igrama 1928. u Amsterdamu igrajući za Njemačku. Na turniru je odigrao tri susreta na mjestu napadača i postigao je jedan pogodak.

## Vanjske poveznice
- Profil na Database Olympics